# Op hol geslagen dieselmotor
Als een dieselmotor op hol slaat, zuigt de motor extra brandstof aan, vaak motorolie, en gaat hij uiteindelijk sneller lopen dan het maximale toerental, waardoor hij kan vastlopen en stukgaan. Ook gloeikopmotoren en straalmotoren kunnen via hetzelfde proces op hol slaan.

## Oorzaken
Bij een dieselmotor wordt bij de inlaatslag lucht aangezogen die niet met brandstof is vermengd; de brandstof wordt in de cilinder geïnjecteerd nadat de inhoud tijdens de compressieslag is samengeperst. De hoge luchttemperatuur aan het einde van de compressieslag veroorzaakt zelfontbranding van het mengsel wanneer de brandstof wordt ingespoten. 
Dieselmotoren kunnen een grote verscheidenheid aan brandstoffen verbranden, waaronder vele soorten olie, benzine en brandbare gassen. Dit betekent dat als er een lek of storing is waardoor de hoeveelheid olie of brandstof die onbedoeld de verbrandingskamer binnenkomt, toeneemt, de kwaliteit van het lucht-brandstofmengsel zal toenemen, waardoor het koppel en de rotatiesnelheid toenemen.
Op hol slaan van een dieselmotor kan een interne of externe oorzaak hebben. Intern kan een brandstof- en olielek door gebroken afdichtingen of een kapotte turbocompressor ervoor zorgen dat grote hoeveelheden olienevel het inlaatspruitstuk binnendringen. Ook kan een defecte injectiepomp ervoor zorgen dat onbedoeld grote hoeveelheden brandstof rechtstreeks in de verbrandingskamer worden gespoten. Ongewenste brandstof kan ook van buitenaf komen, door bijvoorbeeld een lekkende gastank naast de motor.

## Het stoppen van een op hol geslagen motor
Er zijn verschillende manieren om een op hol geslagen dieselmotor te stoppen. Men kan:
- de luchtinlaat af sluiten en de motor te smoren
- in een voertuig met een handgeschakelde versnellingsbak de motor stoppen door een hoge versnelling in te schakelen (bijv. 4e, 5e, 6e enz.), met voetrem en parkeerrem volledig aangetrokken en de koppeling snel los om het motortoerental tot stilstand te brengen, zonder het voertuig te verplaatsen. Dit zou de laatste optie moeten zijn, omdat dit kan leiden tot catastrofale schade aan de hele transmissie, voornamelijk de versnellingsbak, maar deze operatie kan de motor redden.[bron?]